# Rütten & Loening
Rütten & Loening war ein deutscher Publikumsverlag, der 1844 in Frankfurt gegründet wurde. Heute ist Rütten & Loening Teil der Aufbau-Verlag GmbH & Co KG. Die Wortmarke Rütten & Loening wird als Imprint der Aufbau-Gruppe fortgeführt. Innerhalb der Verlagsgruppe werden dem Imprint vorwiegend die Werke der gehobenen Unterhaltungsliteratur zugeordnet.

## Geschichte

### 19.Jahrhundert
1844 gründete der Frankfurter Kaufmann Joseph Rütten die Literarische Anstalt (J. Rütten) unter Mitwirkung des Verlegers Zacharias Loewenthal (später konvertiert: Carl Friedrich Loening). Ein erster großer Erfolg des neuen Verlages war Heinrich Hoffmanns Struwwelpeter (1845), der in einer Anfangsauflage von 1.500 Stück erschien. Im gleichen Jahr verlegte er auch das erste gemeinsame Buch von Karl Marx und Friedrich Engels, Die heilige Familie. Zu seinem Verlagsprogramm zählten auch Gesamtausgaben Georg Büchners, Ludwig Börnes und Karl Gutzkows. Auch bedeutende Übersetzungen fanden Eingang ins Verlagsprogramm, so der von 1845 bis 1848 erschienene und in der Folgezeit immer wieder abgedruckte und bearbeitete Aristophanes (Stücke in 3 Bänden, übersetzt und mit Erläuterungen herausgegeben von Ludwig Seeger).
Rütten und Löwenthal wurden 1848 Abgeordnete der ersten deutschen Nationalversammlung. Die Literarische Anstalt verlegte später die Bücher vieler linker Vertreter der Nationalversammlung.
1857 wird der nun Loening heißende Löwenthal Prokurist und 1859 Teilhaber; der Verlag firmierte nun als Literarische Anstalt Rütten & Loening. Ab 1879 wurde er durch Gottfried Loening und Heinrich Oswalt, einen Neffen Rüttens, weitergeführt. Schwerpunkte der Verlagstätigkeit wurden nun Geschichte, Kunst- und Literaturgeschichte sowie Jurisprudenz. So erschien über lange Jahre die 1880 von Ludwig Geiger begründeten Goethe-Jahrbücher bei Rütten & Loening. Der Struwwelpeter jedoch blieb ein wichtiger Titel des Verlagsprogramms: 1876 erschien die hundertste und 1895 die zweihundertste Auflage.

### 1900 bis 1936
1901 erbte Wilhelm Oswalt, ein Sohn Heinrich Oswalts, zusammen mit seinen Schwestern den Verlag und übernahm die Geschäftsleitung. 1905 wurde Martin Buber für zehn Jahre Cheflektor des Verlages. Adolf Neumann wurde 1913 Prokurist und 1921 zu 25 % Teilhaber der OHG. In den 1920er Jahren prägte die Belletristik das Verlagsprogramm. Zum Autorenstamm gehörten unter anderem Romain Rolland, Sigrid Undset, Rudolf Binding und Waldemar Bonsels. Adolf Neumann wurde Teilhaber. Der von Adolf Neumann ursprünglich als Volontär aufgenommene Herbert Stuffer war von 1922 bis 1926 Leiter der Produktions- und Werbeabteilung und gründete nach seinen Austritt den gleichnamigen innovativen Jugendbuchverlag.

### 1936 bis 1946
1936 erhielten die Verleger Wilhelm Ernst Oswalt und Adolf Neumann auf der Grundlage der Nürnberger Gesetze eine Anweisung der Reichsschrifttumskammer, den Verlag an einen „arischen“ Verleger zu verkaufen oder den Verlag zu schließen. Im Juli 1936 wurde Rütten & Loening an den Potsdamer Verleger Albert Hachfeld (Athenaion Verlag) verkauft und der Betrieb unter Mitnahme des gesamten Betriebsvermögens, des Archivs und einiger Mitarbeiter umgehend nach Potsdam verlegt. Alle „jüdischen“ und „internationalen“ Autoren (darunter Romain Rolland) wurden aufgegeben. Während des Krieges produzierte der Verlag hauptsächlich klassische Literatur, aber auch „Erbauungsliteratur“ für die Wehrmacht.
Der zum Verkauf seines Verlages gezwungene Haupteigentümer und Verleger von Rütten & Loening, Wilhelm Ernst Oswalt, war nach dem Verkauf seines Verlages ein gebrochener Mann. Im Jahre 1942 wurde er, weil er den Judenstern nicht öffentlich getragen hatte, denunziert und verhaftet und zwei Wochen später im Konzentrationslager Sachsenhausen bei Oranienburg ermordet. Der ältere Sohn Heinrich Oswalt flüchtete in die Schweiz und überlebte dort die Nazizeit. Der jüngere Sohn Ernst Ludwig Oswalt wurde „in den Osten“ deportiert und ermordet.
Der Verlagsdirektor und zu 25 % Miteigentümer von Rütten & Loening, Adolf Neumann, einst eine der geachtetsten Verlegerpersönlichkeiten im Deutschen Reich, flüchtete nach Norwegen, nach dessen Besetzung durch die Nazis nach Schweden. Er überlebte den Krieg. Danach erteilte er für einige Titel, die aus politischen Gründen im Jahre 1936 nicht mitverkauft worden waren, Lizenzen an den Verlag in Potsdam. Neumann starb 1953 in Stockholm.
Das private Vermögen Wilhelm Ernst Oswalts wurde 1942, wie nach der Ermordung von Juden üblich, im Auftrag der Gestapo öffentlich versteigert und der Erlös zu Gunsten des Reiches eingezogen. Die äußerst wertvolle und sehr umfangreiche Privatbibliothek mit über 10.000 Bänden, in fast einhundertjähriger Familientradition der Verlegerfamilie zusammengetragen, erwarb das bis in die 1990er Jahre tätige und renommierte Antiquariat „Frankfurter Bücherstube Schumann & Cobet“ (vor 1937 bekannt als Frankfurter Jugendbücherstube Walter Schatzki) für den Spottpreis von 8.500 RM.
Das Urmanuskript des „Struwwelpeter“, bis 1942 Eigentum des Verlegers, ersteigerte die Stadt Frankfurt am Main Anfang der 1950er Jahre für 41.000 DM. Woher das Manuskript stammte und wer es eingeliefert hatte, wurde nie erforscht. In der Erinnerungskultur der Stadt Frankfurt kommen die beiden letzten Verleger des ehemals weltberühmten Frankfurter Struwwelpeter-Verlages, Rütten & Loening, nicht vor.

### 1946 bis 1990
Die DDR verweigerte grundsätzlich die Wiedergutmachung oder Restitution der von den Nazis weggenommenen oder enteigneten jüdischen Vermögen. Erfolglos blieben auch die in der Bundesrepublik von der Familie Oswalt gestellten Restitutions- und Entschädigungsanträge. Sie wurden unisono mit der Begründung abgelehnt, dass wegen der Belegenheit des zurückbegehrten Vermögensgegenstands außerhalb des Geltungsbereichs der alliierten und westdeutschen Rückerstattungsgesetze, nämlich auf dem Gebiet der DDR in Potsdam, der Antrag auf Zurückerstattung unzulässig sei. Auch eine Entschädigung käme nicht in Frage, da der Vermögensgegenstand, d. h. der Verlag noch existiere, wenn auch außerhalb des Geltungsbereichs der einschlägigen Gesetze.
Die beiden Schwestern des Verlegers, die ebenfalls an dem Unternehmen beteiligt waren, starben fast mittellos in den 1950er bzw. 1960er Jahren. Der überlebende Sohn Wilhelm Ernst Oswalts, Heinrich Oswalt, fand sich mit den behördlichen und gerichtlichen Ablehnungen seiner gestellten Restitutionsanträge nie ab.

Verlagssignet von Rütten & Loening Berlin 1953

#### Potsdam und Berlin
1946 wurde der Verlag wegen der nationalsozialistischen Belastung Hachfelds unter treuhänderische Zwangsverwaltung der dem Land Brandenburg und dem Verleger Riemerschmidt gehörenden Potsdamer Verlagsgesellschaft mbH gestellt. Dort wurde Rütten & Loening als Produktionsgruppe geführt. Am 17. April 1948 wurde der Verlag durch Befehl Nr. 64 der Sowjetischen Militäradministration in Deutschland (SMAD) zu Gunsten des Volkseigentums enteignet, der Geschäftsbetrieb und das Vermögen aber weiterhin von der Potsdamer Verlagsgruppe verwaltet. Nach der Übersiedlung Riemerschmidts nach Westdeutschland 1949 erwarb die SED-Holding Zentrag die Potsdamer Verlagsgesellschaft vom Land Brandenburg und liquidierte das Unternehmen. Der Liquidator verkaufte die Produktionsgruppe „Rütten & Loening“ im Jahre 1950 an den Verlag Volk und Welt GmbH. Der Sitz des Verlages wurde nach Berlin verlegt. Am 24. März 1952 gründete der Verlag Volk und Welt GmbH mit zwei privaten Gesellschaftern die „Rütten und Loening GmbH“ (eingetragen in HRB 5018) und brachte die Substanz („einschließlich der Firmen und Verlagsrechte“) der Produktionsgruppe als Sacheinlage in diese neue GmbH ein. Am 2. November 1954 wurde nach Löschung aus dem HRB der Verlag ohne Änderung der Beteiligungsverhältnisse in das HRC (Handelsregister, Teil C: Register der volkseigenen Wirtschaft) eingetragen. Ab 1953 erschien die Hauszeitschrift des Verlags Der Bienenstock.
In der DDR bemühte sich der Verlag, an die Tradition anzuknüpfen. Es erschienen einige der wichtigsten Bücher aus der Geschichte des Verlages, darunter zahlreiche Werke von Romain Rolland. Verlegt wurden große Autoren der Weltliteratur, darunter Werkausgaben von Stendhal, Émile Zola, Guy de Maupassant, Leo Tolstoi, Nikolai Leskow, Anton Tschechow und Charles Dickens, sowie zeitgenössische Autoren, darunter Hermann Kant. Außerdem erschienen bei Rütten und Loening wissenschaftliche Zeitschriften, darunter seit 1949 Sinn und Form und – unter Mitarbeit von Victor Klemperer – die Beiträge zur romanischen Philologie. Auch Reihen wie die renommierte Bibliothek der Weltliteratur wurden begründet. Hinsichtlich Qualität, literarischem Anspruch, Tiefe und Breite des Programms waren die 1950er Jahre eine Blütezeit des Verlages.
Das Jahr 1964 stellte erneut eine Zäsur dar: Der Verlag Rütten & Loening wurde zum 1. Januar 1964 aufgrund des Politbürobeschlusses vom 31. Juli 1962 zusammen mit dem Aufbau-Verlag unter Beibehaltung der bisherigen Eigentumsverhältnisse der Hauptverwaltung Verlage und Buchhandel im Ministerium für Kultur der DDR unterstellt. Er führte dort nur das belletristische Programm weiter, das wissenschaftliche Programm wurde an den Berliner Verlag der Wissenschaften zur Fortführung übergeben. Der Verlag blieb weiterhin rechtlich selbständig und im HRC eingetragen. Die Arbeitsgemeinschaft mit dem Aufbau-Verlag blieb bis zum Ende der DDR und darüber hinaus bestehen.

#### Frankfurt am Main, Hamburg und München
1950 gründete der Sohn Adolf Neumanns einen Verlag Rütten & Loening GmbH in Frankfurt am Main, der unbedeutend blieb und bald insolvent wurde. Aus der Insolvenz wurde der Verlag nach Hamburg verkauft und 1960 an Bertelsmann. Der westdeutsche Verlag wurde bekannt durch die Herausgabe der Globke-Dokumentation 1961 und das Verbot der Bertelsmann-Gruppe, Rolf Hochhuths Stellvertreter zu drucken. 1963 erwirkte die Bertelsmann-Gruppe ein Vertriebsverbot der Bücher und Zeitschriften des Ost-Berliner Verlages Rütten & Loening, nachdem das OLG Hamm in einem Streit über die Namensrechte für das Gebiet der damaligen Bundesrepublik zugunsten Bertelsmanns entschieden hatte. Als entscheidungserheblich sahen es die Richter an, dass Hachfeld entschädigungslos enteignet worden sei. Die Rechtsnachfolge des Berliner Verlages nach dem Altverlag sei nicht entscheidungserheblich. In der Folgezeit arrangierten sich die beiden Verlage und arbeiteten gelegentlich zusammen.
1969 wurde der zwischenzeitlich in München angesiedelte Verlag erneut verkauft. Der neue Eigentümer, der Berner Scherz Verlag, stellte den Betrieb von Rütten & Loening München jedoch 1974 ein und ließ die Firma 1992 aus dem Handelsregister löschen.

### Nach 1990
1995 übergab die Aufbau-Verlagsgruppe GmbH das Verlagsarchiv an die Staatsbibliothek in Berlin als Dauerleihgabe. Das Archiv ist Eigentum des Verlegers Bernd F. Lunkewitz.

### Restitutionsantrag aufgrund des Zwangsverkaufs im Jahre 1936
Heinrich Oswalt hatte am 3. Oktober 1990 Rückübertragung nach dem Gesetz zur Regelung offener Vermögensfragen (Vermögensgesetz – VermG) beantragt. Die Treuhandanstalt (BVS) war darüber informiert, aber verschwieg diese Umstände gegenüber den Investoren, die mehr als 10 Jahre in den Verlag investierten, bevor sie von dem Rückgabeantrag erfuhren. Nach fast 13 Jahren Untätigkeit und sieben Jahre nach Heinrich Oswalt Tod 1996 wurde mit Bescheid des Landesamtes zur Regelung offener Vermögensfragen vom 27. August 2003 der Antrag gegenüber den Erben abgelehnt. Auch die Gewährung einer Entschädigung wurde abgelehnt.
Die Erben erhoben dagegen Klage vor dem Verwaltungsgericht Berlin. Dieser Klage wurde durch Teilurteil des Verwaltungsgerichts Berlin vom 24. Januar 2008 (veröffentlicht in ZOV 2008, 115 ff.) stattgegeben und die beklagte Bundesrepublik Deutschland verurteilt, durch einen neuen Bescheid festzustellen, dass die Rütten & Loening Verlag OHG i.L. rückgabeberechtigt ist, denn der Zwangsverkauf von 1936 sei eine Schädigungsmaßnahme im Sinne von § 1 Abs. 6 VermG. Das Gericht befand, eine Rückerstattung des entzogenen Verlages sei bislang nicht erfolgt und auch rechtlich nicht möglich gewesen, da der Verlag in der DDR gelegen gewesen sei. Zwar sei der Verlag in Frankfurt am Main weggenommen worden, aber durch die damalige Verbringung nach Potsdam und Berlin sei die für die Anwendung des VermG. erforderliche Gebietsbezogenheit vorhanden. Die Bundesrepublik Deutschland habe sich zudem parallel zum Einigungsvertrag und zum Zwei-plus-Vier-Vertrag verpflichtet, die bislang im Westen praktizierte Wiedergutmachung von NS-Unrecht auf das Beitrittsgebiet zu erstrecken: „Die Regierung der Bundesrepublik Deutschland erklärt, dass sie sämtliche angemessenen Maßnahmen ergreifen wird, um sicherzustellen, dass die weiterhin gültigen Bestimmungen des Überleitungsvertrags auf dem Gebiet der gegenwärtigen Deutschen Demokratischen Republik und in Berlin nicht umgangen werden.“
Die beklagte Bundesrepublik Deutschland und die beigeladene BVS legte gegen das Urteil Revision ein. Das Bundesverwaltungsgericht (BVG) hob die Entscheidung des Verwaltungsgerichts Berlin auf und verwies die Sache zur anderweitigen Entscheidung zurück (BVerwG 8 C 12.08 veröffentlicht u. a. in ZOV 2010, 92 ff.). Aufgrund der Bindungswirkung der Entscheidung des BVG wies das Verwaltungsgericht Berlin die Klage ab. Das BVG erklärte im Tenor seines Urteils: „Das Vermögensgesetz begründet bei Schädigungen, die bereits dem alliierten Rückerstattungsrecht oder dem in der Bundesrepublik Deutschland geltenden Wiedergutmachungsrecht unterfielen, keine neuen weitergehenden Ansprüche. Es bezweckt weder eine ’Nachbesserung’ der dort geregelten Rechtsfolgen noch eine Korrektur damaliger Entscheidungen.“ Dabei ging es nicht von einer wirtschaftlichen, sondern von „normativer“ Betrachtungsweise aus. Entscheidend sei also nicht, ob die NS-Verfolgten nach 1945 im Westen tatsächlich restituiert worden waren und/oder sie eine Entschädigung oder eine andere Geldleistung erhalten hatten, sondern ob sie nach den in Betracht kommenden Rechtsvorschriften, die alliierten Rückerstattungsgesetze, das Bundesrückerstattungsgesetz (BRüG), das Bundesentschädigungsgesetz (BEG) und die jeweils hierzu erlassenen Durchführungsvorschriften, einen entsprechenden Anspruch gehabt hätten, unabhängig davon, ob dieser tatsächlich geltend gemacht und befriedigt worden war.
Die Erben legten 2011 gegen diese Entscheidung Verfassungsbeschwerde beim Bundesverfassungsgericht in Karlsruhe ein, die vom Gericht nicht zur Entscheidung angenommen wurde (Juli 2015).
Eine Enkelin Heinrich Oswalts, Ruth Oswalt, schrieb aufgrund von Familiendokumenten ein Theaterstück über das Schicksal ihrer Familie, Struwwelväter. Dieses wurde im November 2011 im von ihr und ihrem Mann Gerd Imbsweiler 1974 in Basel gegründeten Theater uraufgeführt.

## Gegenwart
Rütten & Loening ist heute ein Imprint. Die Aufbau-Gruppe konzentriert darin die Werke der gehobenen Unterhaltungsliteratur deutscher und internationaler Autoren. Nach Einstellung des ebenfalls zur Aufbau-Gruppe gehörenden Gustav Kiepenheuer Verlags im Jahre 2010 beabsichtigte die Aufbau-Gruppe, Rütten & Loening die vormaligen Geschäftsfelder von Kiepenheuer zuzuordnen.

## Festschriften
- Alfred Frommhold: Hundertundzehn Jahre Verlag Rütten & Loening Berlin. 1844 bis 1954. Rütten & Loening, Berlin 1954.
- Hundertfünfundzwanzig Jahre Rütten & Loening 1844–1969. Ein Almanach. Gesamtredaktion Jürgen Jahn. Rütten & Loening, Berlin 1969.
- Carsten Wurm: 150 Jahre Rütten & Loening. … Mehr als eine Verlagsgeschichte. Rütten & Loening Berlin GmbH, Berlin 1994.